# Kasteel van Isoré
Het Kasteel van Isoré (Frans: Château d'Isoré) is een kasteel in het Franse Beaumont-en-Véron in het departement Indre-et-Loire.

## Bouw
Het kasteel is in meerdere fases gebouwd. Zo was het originele gebouw geen kasteel maar een Manoir. Pas in de 17de eeuw werd het gebouw uitgebreid met de oostelijke vleugel en de vier bijgebouwen. Ook werd er toen een tiendeschuur en een kapel bijgebouwd. In de 19de eeuw ten slotte werden er nog een vierkante toren toegevoegd.
Het interieur is gerestaureerd naar Louis XVI stijl zoals in de 18de eeuw.

## Geschiedenis
De legende wil dat het kasteel is genoemd naar de reus Isoré uit een verhaal van Chrétien de Troyes uit de 12e eeuw. Isoré was een Moorse koning die de pelgrims naar Compostella vanuit het noorden beroofde en vermoordde. Een kluizenaar, Willem van Oranje (van de Franse stad Orange), ging het gevecht met hem aan, sloeg hem het hoofd af en maakte zo de weg naar Compostella weer vrij.
Meer waarschijnlijk komt de naam van het latijn Isuriacum of het eigendom van Isurius, een gallo-romeinse edelman.
De eerst bekende eigenaar is Jean d'Armagnac die het domein verwerft in 1581. Het kasteel, toen nog een manoir want het had geen torens, bestond toen uitsluitend uit de oostvleugel en het hexagonale trappenhuis. Jean d'Armagnac was eerste kamerheer van de Franse koning, een functie die hij doorgaf aan zijn zoon Jean II d’Armagnac. Het familiewapen met de rode leeuw hangt boven de ingang van het trappenhuis. In de 17e eeuw hebben belangrijke aanpassingen plaats en wordt de noordvleugel gebouwd evenals de schuur en de bijgebouwen.
Na 1714 verdwijnen de d'Armagnacs en is er een opeenvolging van verschillende eigenaars voor kortere periodes. In 1916 wordt het kasteel opgeëist door het Franse leger en gebruikt als rekruteringsplaats voor reservisten. Dat dit geen goede zaak was voor de staat van het gebouw wordt aangetoond door het feit dat de laatste adellijke eigenares, Jeanne Vatar des Aubiers, het domein verkoopt aan een landbouwersfamilie die er een boerderij van maakt.
In 1983 wordt het kasteel gekocht door de gemeente Avoine (Indre-et-Loire) die er een tehuis voor bejaarden van wilde maken, maar dit bleek uiteindelijk niet mogelijk. Het kasteel werd toen op de privé markt verkocht tot het in 2009 door de huidige eigenaars werd verworven.